# Viccourt Cup 2013
Il Viccourt Cup 2013 è stato un torneo di tennis facente parte della categoria ITF Women's Circuit nell'ambito dell'ITF Women's Circuit 2013. È stata la 2ª edizione del torneo che si è giocata a Donec'k in Ucraina dal 29 luglio 2013 su campi in cemento e aveva un montepremi di $75,000.

## Partecipanti

### Teste di serie
| Nazionalità | Giocatrice         | Ranking* | Testa di serie |
| ----------- | ------------------ | -------- | -------------- |
| Ucraina     | Elina Svitolina    | 71       | 1              |
| Serbia      | Vesna Dolonc       | 93       | 2              |
| Ungheria    | Tímea Babos        | 106      | 3              |
| Germania    | Dinah Pfizenmaier  | 107      | 4              |
| Portogallo  | Maria João Koehler | 124      | 5              |
| Rep. Ceca   | Kristýna Plíšková  | 135      | 6              |
| Russia      | Aleksandra Panova  | 141      | 7              |
| Kazakistan  | Ksenija Pervak     | 142      | 8              |

- Ranking al 22 luglio 2013.

### Altre partecipanti
Giocatrici che hanno ricevuto una wild card:
- Valentina Ivachnenko
- Kateryna Kozlova
- Ganna Poznikhirenko
- Marianna Zakarlyuk

Giocatrici che sono passate dalle qualificazioni:
- Anhelina Kalinina
- Kamila Kerimbajeva
- Lesley Kerkhove
- Anastasіja Vasyl'jeva

## Vincitrici

### Singolare
Elina Svitolina ha battuto in finale  Tímea Babos con il punteggio di 3–6, 6–2, 7–6(9)

### Doppio
Julija Bejhel'zymer /  Renata Voráčová hanno battuto in finale  Vesna Dolonc /  Aleksandra Panova con il punteggio di 6–1, 6–4